# Bestseller
Bestseller („best” i „sell”, z ang. „najlepiej sprzedający się”) – książka, film, gra komputerowa lub szerzej – każdy produkt, który uzyskał najwyższą sprzedaż w swojej klasie.
Pojęcie bestselleru i kryterium wzrostu sprzedaży jako miary oddziaływania dzieła wiąże się ze sporządzaniem rozmaitych rankingów, jak radiowe listy przebojów, listy publikowane w rozmaitych czasopismach branżowych, głównie muzycznych, listy sprzedaży publikatorów itp. Ich powstanie wiąże się z burzliwym rozwojem kultury amerykańskiej w latach 20. i 30. XX wieku.
W Polsce, w okresie PRL-u miano bestselleru nadawano tym wydawnictwom, które bywały szczególnie trudno dostępne, głównie z przyczyny niewielkich nakładów. Zwykle sprzedawane były „na czarno”.